# Râul Stănița
Râul Stănița este un curs de apă, afluent al râului Albuia. 